# Neoclytus vitellinus
Neoclytus vitellinus là một loài bọ cánh cứng trong họ Cerambycidae.